# Cratere Lallemand
Lallemand è un cratere lunare di 16,69 km situato nella parte sud-occidentale della faccia visibile della Luna.